# Kabinetscrisis over de oorlogsbegroting
Het verwerpen van de oorlogsbegroting in 1907 was de oorzaak van een Nederlandse kabinetscrisis.
Op 9 februari 1907 verwierp de Eerste Kamer met 27 tegen 17 stemmen de begroting van Oorlog voor 1907. Het kabinet-De Meester diende na deze nederlaag zijn ontslag in. Na mislukte pogingen om een nieuw kabinet te vormen, waarbij onder meer Senaatsvoorzitter Schimmelpenninck van der Oye als informateur optrad, kwam het kabinet op 7 april 1907 terug op die ontslagaanvrage. Alleen minister Staal werd na de crisis vervangen.
De begroting van Oorlog voor 1907 bevatte een groot aantal bezuinigingen. Onder andere het zogenaamde 'blijvend gedeelte' (het deel van het leger dat in de winter onder de wapenen bleef) zou worden afgeschaft.
In de Tweede Kamer was de begroting op 21 december 1906 in de zogenaamde 'Nacht van Staal' met 60 tegen 38 stemmen aangenomen, doordat minister Staal via twee toezeggingen alsnog voldoende steun van de rechterzijde had weten te krijgen om zijn begroting te 'redden'.
In de Eerste Kamer wees 'rechts' (katholieken, christelijk-historischen en antirevolutionairen) de begroting evenwel unaniem af, waarbij ook de liberaal Samuel van Houten hun zijde koos. Wel verklaarden de diverse sprekers van 'rechts' dat zij niet het gehele kabinetsbeleid wensten af te keuren.
Na de crisis regeerde het kabinet nog tot december 1907. Toen verwierp de Tweede Kamer de begroting van Oorlog voor 1908 en kwam het kabinet definitief ten val.